# Igor Grabovetski
Igor Grabovetski (24 de julio de 1967) es un deportista moldavo que compitió en lucha grecorromana. Ganó una medalla de plata en el Campeonato Europeo de Lucha de 1996, en la categoría de 100 kg.
Participó en los Juegos Olímpicos de Atlanta 1996, ocupando el sexto lugar en la categoría de 100 kg.

## Palmarés internacional
| Campeonato Europeo | Campeonato Europeo | Campeonato Europeo | Campeonato Europeo |
| Año                | Lugar              | Medalla            | Categoría          |
| ------------------ | ------------------ | ------------------ | ------------------ |
| 1996               | Budapest (Hungría) | Medalla de plata   | 100 kg             |